# Киевские мелодии
«Киевские мелодии» — советский короткометражный музыкальный лирический фильм режиссёра Игоря Самборского о зимнем Киеве, снятый на киностудии имени Александра Довженко по заказу Центрального Телевидения СССР в 1967 году.

## Сюжет
Действие фильма происходит в зимнем Киеве. Молодой композитор после бессонной ночи в поисках вдохновения для новой мелодии отправляется на прогулку по заснеженному городу; маршрут его проходит на фоне многих достопримечательностей столицы.

По пути герой наблюдает за городской жизнью и природой, людьми, около роддома вытаскивает упавшего в сугроб счастливого молодого отца, а в троллейбусе замечает девушку. Она спешит по своим делам, а увлечённый композитор неотступно следует за ней. И каждый звук, который он слышит, становится для него частью новой мелодии.
Финал фильма — панорама Киева под песню «Два кольори».

## В ролях
- Иван Миколайчук[1] — композитор
- Елена Крапович — девушка

## Съёмочная группа
- Автор сценария: Владимир Соботович
- Текст песни: Дмитра Павлычко
- Постановка: Игоря Самборского
- Оператор: Наум Слуцкий
- Художник: Г. Прокопец
- Композитор: Александр Билаш
- Звукооператор: А. Грузов
- Монтаж: Д. Найвельт
- Редактор: Е. Левин
- Грим: Н. Кращук
- Комбинированные съёмки:
  - оператор Г. Сигалов
  - художник М. Полунин
- Цветомузыка: М. Корюков
- Симфонический оркестр Украинского радио
  - Дирижёр: Вадим Гнедаш
- Директор картины: В. Веселов

## Факты
- В фильме не произносится ни одного слова.
- В начале фильма показан утренний выпуск троллейбусов из Октябрьского троллейбусного депо.
- «Троллейбусные» эпизоды сняты в салоне троллейбуса ЗИУ-5Г. Троллейбусы этой модели эксплуатировались в Киеве очень непродолжительное время и не получили широкого распространения[2].